# CIM-10 Chapitre 20 : Causes externes de morbidité et de mortalité
Cet article développe le chapitre XX de la classification internationale des maladies, CIM-10.

## V01-X59 Accidents

### V01-V99 Accidents de transport

#### V01-V09 Piéton blessé dans un accident de transport
- (V01) Piéton blessé dans une collision avec un cycle

- (V02) Piéton blessé dans une collision avec un véhicule à moteur à deux ou trois roues

- (V03) Piéton blessé dans une collision avec une automobile ou une camionnette

- (V04) Piéton blessé dans une collision avec un véhicule lourd ou un autobus

- (V05) Piéton blessé dans une collision avec un train ou un véhicule ferroviaire

- (V06) Piéton blessé dans une collision avec un autre véhicule sans moteur

- (V09) Piéton blessé dans des accidents de transport, autres et sans précision
  - (V09.0) Piéton blessé dans un accident en dehors de la circulation, impliquant des véhicules à moteur, autres et sans précision
  - (V09.1) Piéton blessé dans un accident en dehors de la circulation, sans précision
  - (V09.2) Piéton blessé dans un accident de la circulation impliquant des véhicules à moteur, autres et sans précision
  - (V09.3) Piéton blessé dans un accident de la circulation, sans précision
  - (V09.9) Piéton blessé dans un accident de transport, sans précision

#### V10-V19 Cycliste blessé dans un accident de transport
- (V10) Cycliste blessé dans une collision avec un piéton ou un animal

- (V11) Cycliste blessé dans une collision avec un autre cycle

- (V12) Cycliste blessé dans une collision avec un véhicule à moteur à deux ou trois roues

- (V13) Cycliste blessé dans une collision avec une automobile ou une camionnette

- (V14) Cycliste blessé dans une collision avec un vehicule lourd ou un autobus

- (V15) Cycliste blessé dans une collision avec un train ou un véhicule ferroviaire

- (V16) Cycliste blessé dans une collision avec un autre véhicule sans moteur

- (V17) Cycliste blessé dans une collision avec un objet fixe ou stationnaire

- (V18) Cycliste blessé dans un accident de transport, sans collision

- (V19) Cycliste blessé dans des accidents de transport, autres et sans précision
  - (V19.0) Conducteur blessé dans une collision avec des véhicules à moteur, autres et sans précision, dans un accident en dehors de la circulation
  - (V19.1) Passager blessé dans une collision avec des véhicules à moteur, autres et sans précision, dans un accident en dehors de la circulation
  - (V19.2) Cycliste, sans précision, blessé dans une collision avec des véhicules à moteur, autres et sans précision, dans un accident en dehors de la circulation
  - (V19.3) Cycliste [tout type] blessé dans un accident sans précision, en dehors de la circulation
  - (V19.4) Conducteur blessé dans une collision avec des véhicules à moteur, autres et sans précision, dans un accident de la circulation
  - (V19.5) Passager blessé dans une collision avec des véhicules à moteur, autres et sans précision, dans un accident de la circulation
  - (V19.6) Cycliste, sans précision, blessé dans une collision avec des véhicules à moteur, autres et sans précision, dans un accident de la circulation
  - (V19.8) Cycliste [tout type] blessé dans d'autres accidents de transport précisés
  - (V19.9) Cycliste [tout type] blessé dans un accident de la circulation, sans précision

#### V20-V29 Motocycliste blessé dans un accident de transport
- (V20) Motocycliste blessé dans une collision avec un piéton ou un animal

- (V21) Motocycliste blessé dans une collision avec un cycle

- (V22) Motocycliste blessé dans une collision avec un véhicule à moteur à deux ou trois roues

- (V23) Motocycliste blessé dans une collision avec une automobile ou une camionnette

- (V24) Motocycliste blessé dans une collision avec un véhicule lourd ou un autobus

- (V25) Motocycliste blessé dans une collision avec un train ou un véhicule ferroviaire

- (V26) Motocycliste blessé dans une collision avec un autre véhicule sans moteur

- (V27) Motocycliste blessé dans une collision avec un objet fixe ou stationnaire

- (V28) Motocycliste blessé dans un accident de transport, sans collision

- (V29) Motocycliste blessé dans des accidents de transport, autres et sans précision
  - (V29.0) Conducteur blessé dans une collision avec des véhicules à moteur, autres et sans précision, dans un accident en dehors de la circulation
  - (V29.1) Passager blessé dans une collision avec des véhicules à moteur, autres et sans précision, dans un accident en dehors de la circulation
  - (V29.2) Motocycliste, sans précision, blessé dans une collision avec des véhicules à moteur, autres et sans précision, dans un accident en dehors de la circulation
  - (V29.3) Motocycliste [tout type] blessé dans un accident sans précision, en dehors de la circulation
  - (V29.4) Conducteur blessé dans une collision avec des véhicules à moteur, autres et sans précision, dans un accident de la circulation
  - (V29.5) Passager blessé dans une collision avec des véhicules à moteur, autres et sans précision, dans un accident de la circulation
  - (V29.6) Motocycliste, sans précision, blessé dans une collision avec des véhicules à moteur, autres et sans précision, dans un accident de la circulation
  - (V29.8) Motocycliste [tout type] blessé dans d'autres accidents de transport précisés
  - (V29.9) Motocycliste [tout type] blessé dans un accident de la circulation, sans précision

#### V30-V39 Occupant d'un véhicule à trois roues blessé dans un accident de transport
- (V30) Occupant d'un véhicule à moteur à trois roues, blessé dans une collision avec un piéton ou un animal

- (V31) Occupant d'un véhicule à moteur à trois roues blessé dans une collision avec un cycle

- (V32) Occupant d'un véhicule à moteur à trois roues blessé dans une collision avec un véhicule à moteur à deux ou trois roues

- (V33) Occupant d'un véhicule à moteur à trois roues blessé dans une collision avec une automobile ou une camionnette

- (V34) Occupant d'un véhicule à moteur à trois roues blessé dans une collision avec un véhicule lourd ou un autobus

- (V35) Occupant d'un véhicule à moteur à trois roues blessé dans une collision avec un train ou un véhicule ferroviaire

- (V36) Occupant d'un véhicule à moteur à trois roues blessé dans une collision avec un autre véhicule sans moteur

- (V37) Occupant d'un véhicule à moteur à trois roues blessé dans une collision avec un objet fixe ou stationnaire

- (V38) Occupant d'un véhicule à moteur à trois roues blessé dans un accident de transport, sans collision

- (V39) Occupant d'un véhicule à moteur à trois roues blessé dans des accidents de transport, autres et sans précision
  - (V39.0) Conducteur blessé dans une collision avec des véhicules à moteur, autres et sans précision, dans un accident en dehors de la circulation
  - (V39.1) Passager blessé dans une collision avec des véhicules à moteur, autres et sans précision, dans un accident en dehors de la circulation
  - (V39.2) Occupant, sans précision, d'un véhicule à moteur à trois roues, blessé dans une collision avec des véhicules à moteur, autres et sans précision, dans un accident en dehors de la circulation
  - (V39.3) Occupant [tout type] d'un véhicule à moteur à trois roues, blessé dans un accident de transport, sans précision, en dehors de la circulation
  - (V39.4) Conducteur blessé dans une collision avec des véhicules à moteur, autres et sans précision, dans un accident de la circulation
  - (V39.5) Passager blessé dans une collision avec des véhicules à moteur, autres et sans précision, dans un accident de la circulation
  - (V39.6) Occupant, sans précision, d'un véhicule à moteur à trois roues, blessé dans une collision avec des véhicules à moteur, autres et sans précision, dans un accident de la circulation
  - (V39.8) Occupant [tout type] d'un véhicule à moteur à trois roues, blessé dans d'autres accidents de transport précisés
  - (V39.9) Occupant [tout type] d'un véhicule à moteur à trois roues, blessé dans un accident de la circulation, sans précision

#### V40-V49 Occupant d'une automobile blessé dans un accident de transport
- (V40) Occupant d'une automobile blessé dans une collision avec un piéton ou un animal

- (V41) Occupant d'une automobile blessé dans une collision avec un cycle

- (V42) Occupant d'une automobile blessé dans une collision avec un véhicule à moteur à deux ou trois roues

- (V43) Occupant d'une automobile blessé dans une collision avec une automobile ou une camionnette

- (V44) Occupant d'une automobile blessé dans une collision avec un véhicule lourd ou un autobus

- (V45) Occupant d'une automobile blessé dans une collision avec un train ou un véhicule ferroviaire

- (V46) Occupant d'une automobile blessé dans une collision avec un autre véhicule sans moteur

- (V47) Occupant d'une automobile blessé dans une collision avec un objet fixe ou stationnaire

- (V48) Occupant d'une automobile blessé dans un accident de transport, sans collision

- (V49) Occupant d'une automobile blessé dans des accidents de transport, autres et sans précision
  - (V49.0) Conducteur blessé dans une collision avec des véhicules à moteur, autres et sans précision, dans un accident en dehors de la circulation
  - (V49.1) Passager blessé dans une collision avec des véhicules à moteur, autres et sans précision, dans un accident en dehors de la circulation
  - (V49.2) Occupant, sans précision, d'une automobile, blessé dans une collision avec des véhicules à moteur, autres et sans précision, dans un accident en dehors de la circulation
  - (V49.3) Occupant [tout type] d'une automobile blessé dans un accident sans précision, en dehors de la circulation
  - (V49.4) Conducteur blessé dans une collision avec des véhicules à moteur, autres et sans précision, dans un accident de la circulation
  - (V49.5) Passager blessé dans une collision avec des véhicules à moteur, autres et sans précision, dans un accident de la circulation
  - (V49.6) Occupant, sans précision, d'une automobile, blessé dans une collision avec des véhicules à moteur, autres et sans précision, dans un accident de la circulation
  - (V49.8) Occupant [tout type] d'une automobile, blessé dans des autres accidents de transport précisés
  - (V49.9) Occupant [tout type] d'une automobile, blessé dans un accident de la circulation, sans précision

#### V50-V59 Occupant d'une camionnette blessé dans un accident de transport
- (V50) Occupant d'une camionnette blessé dans une collision avec un piéton ou un animal

- (V51) Occupant d'une camionnette blessé dans une collision avec un cycle

- (V52) Occupant d'une camionnette blessé dans une collision avec un véhicule à moteur à deux ou trois roues

- (V53) Occupant d'une camionnette blessé dans une collision avec une automobile ou une camionnette

- (V54) Occupant d'une camionnette blessé dans une collision avec un véhicule lourd ou un autobus

- (V55) Occupant d'une camionnette blessé dans une collision avec un train ou un véhicule ferroviaire

- (V56) Occupant d'une camionnette blessé dans une collision avec un autre véhicule sans moteur

- (V57) Occupant d'une camionnette blessé dans une collision avec un objet fixe ou stationnaire

- (V58) Occupant d'une camionnette blessé dans un accident de transport, sans collision

- (V59) Occupant d'une camionnette blessé dans des accidents de transport, autres et sans précision
  - (V59.0) Conducteur blessé dans une collision avec des véhicules à moteur, autres et sans précision, dans un accident en dehors de la circulation
  - (V59.1) Passager blessé dans une collision avec des véhicules à moteur, autres et sans précision, dans un accident en dehors de la circulation
  - (V59.2) Occupant, sans précision, d'une camionnette, blessé dans une collision avec des véhicules à moteur, autres et sans précision, dans un accident en dehors de la circulation
  - (V59.3) Occupant [tout type] d'une camionnette, blessé dans un accident, sans précision, en dehors de la circulation
  - (V59.4) Conducteur blessé dans une collision avec des véhicules à moteur, autres et sans précision, dans un accident de la circulation
  - (V59.5) Passager blessé dans une collision avec des véhicules à moteur, autres et sans précision, dans un accident de la circulation
  - (V59.6) Occupant, sans précision, d'une camionnette, blessé dans une collision avec des véhicules à moteur, autres et sans précision, dans un accident de la circulation
  - (V59.8) Occupant [tout type] d'une camionnette, blessé dans d'autres accidents de transport précisés
  - (V59.9) Occupant [tout type] d'une camionnette, blessé dans un accident de la circulation, sans précision

#### V60-V69 Occupant d'un véhicule lourd blessé dans un accident de transport
- (V60) Occupant d'un véhicule lourd blessé dans une collision avec un piéton ou un animal

- (V61) Occupant d'un véhicule lourd blessé dans une collision avec un cycle

- (V62) Occupant d'un véhicule lourd blessé dans une collision avec un véhicule à moteur à deux ou à trois roues

- (V63) Occupant d'un véhicule lourd blessé dans une collision avec une automobile ou une camionnette

- (V64) Occupant d'un véhicule lourd blessé dans une collision avec un véhicule lourd ou un autobus

- (V65) Occupant d'un véhicule lourd blessé dans une collision avec un train ou un véhicule ferroviaire

- (V66) Occupant d'un véhicule lourd blessé dans une collision avec un autre véhicule sans moteur

- (V67) Occupant d'un véhicule lourd blessé dans une collision avec un objet fixe ou stationnaire

- (V68) Occupant d'un véhicule lourd blessé dans un accident de transport, sans collision

- (V69) Occupant d'un véhicule lourd blessé dans des accidents de transport, autres et sans précision
  - (V69.0) Conducteur blessé dans une collision avec des véhicules à moteur, autres et sans précision, dans un accident en dehors de la circulation
  - (V69.1) Passager blessé dans une collision avec des véhicules à moteur, autres et sans précision, dans un accident en dehors de la circulation
  - (V69.2) Occupant, sans précision, d'un véhicule lourd, blessé dans une collision avec des véhicules à moteur, autres et sans précision, dans un accident en dehors de la circulation
  - (V69.3) Occupant [tout type] d'un véhicule lourd blessé dans un accident de transport, sans précision, en dehors de la circulation
  - (V69.4) Conducteur blessé dans une collision avec des véhicules à moteur, autres et sans précision, dans un accident de la circulation
  - (V69.5) Passager blessé dans une collision avec des véhicules à moteur, autres et sans précision, dans un accident de la circulation
  - (V69.6) Occupant, sans précision, d'un véhicule lourd, blessé dans une collision avec des véhicules à moteur, autres et sans précision, dans un accident de la circulation
  - (V69.8) Occupant [tout type] d'un véhicule lourd, blessé dans d'autres accidents de transport précisés
  - (V69.9) Occupant [tout type] d'un véhicule lourd, blessé dans un accident de la circulation, sans précision

#### V70-V79 Occupant d'un autobus blessé dans un accident de transport
- (V70) Occupant d'un autobus blessé dans une collision avec un piéton ou un animal

- (V71) Occupant d'un autobus blessé dans une collision avec un cycle

- (V72) Occupant d'un autobus blessé dans une collision avec un véhicule à moteur à deux ou trois roues

- (V73) Occupant d'un autobus blessé dans une collision avec une automobile ou une camionnette

- (V74) Occupant d'un autobus blessé dans une collision avec un véhicule lourd ou un autobus

- (V75) Occupant d'un autobus blessé dans une collision avec un train ou un véhicule ferroviaire

- (V76) Occupant d'un autobus blessé dans une collision avec un autre véhicule sans moteur

- (V77) Occupant d'un autobus blessé dans une collision avec un objet fixe ou stationnaire

- (V78) Occupant d'un autobus blessé dans un accident de transport, sans collision

- (V79) Occupant d'un autobus blessé dans des accidents de transport, autres et sans précision
  - (V79.0) Conducteur blessé dans une collision avec des véhicules à moteur, autres et sans précision, dans un accident en dehors de la circulation
  - (V79.1) Passager blessé dans une collision avec des véhicules à moteur, autres et sans précision, dans un accident en dehors de la circulation
  - (V79.2) Occupant, sans précision, d'un autobus, blessé dans une collision avec des véhicules à moteur, autres et sans précision, dans un accident en dehors de la circulation
  - (V79.3) Occupant [tout type] d'un autobus, blessé dans un accident sans précision, en dehors de la circulation
  - (V79.4) Conducteur blessé dans une collision avec des véhicules à moteur, autres et sans précision, dans un accident de la circulation
  - (V79.5) Passager blessé dans une collision avec des véhicules à moteur, autres et sans précision, dans un accident de la circulation
  - (V79.6) Occupant, sans précision, d'un autobus, blessé dans une collision avec des véhicules à moteur, autres et sans précision, dans un accident de la circulation
  - (V79.8) Occupant [tout type] d'un autobus, blessé dans d'autres accidents de transport précisés
  - (V79.9) Occupant [tout type] d'un autobus, blessé dans un accident de la circulation, sans précision

#### V80-V89 Autres accidents de transport terrestre
- (V80) Personne montant un animal ou occupant un véhicule à traction animale blessée dans un accident de transport
  - (V80.0) Chute ou éjection d'une personne montant un animal ou occupant un véhicule à traction animale dans un accident sans collision
  - (V80.1) Personne montant un animal ou occupant un véhicule à traction animale blessée dans une collision avec un piéton ou un animal
  - (V80.2) Personne montant un animal ou occupant un véhicule à traction animale blessée dans une collision avec un cycle
  - (V80.3) Personne montant un animal ou occupant un véhicule à traction animale blessée dans une collision avec un véhicule à moteur à deux ou trois roues
  - (V80.4) Personne montant un animal ou occupant un véhicule à traction animale blessée dans une collision avec une automobile, une camionnette, un véhicule lourd ou un autobus
  - (V80.5) Personne montant un animal ou occupant un véhicule à traction animale blessée dans une collision avec un autre véhicule à moteur précisé
  - (V80.6) Personne montant un animal ou occupant un véhicule à traction animale blessée dans une collision avec un train ou un véhicule ferroviaire
  - (V80.7) Personne montant un animal ou occupant un véhicule à traction animale blessée dans une collision avec un autre véhicule sans moteur
  - (V80.8) Personne montant un animal ou occupant un véhicule à traction animale blessée dans une collision avec un objet fixe ou stationnaire
  - (V80.9) Personne montant un animal ou occupant un véhicule à traction animale blessée dans des accidents de transport, autres et sans précision

- (V81) Occupant d'un train ou d'un véhicule ferroviaire blessé dans un accident de transport
  - (V81.0) Occupant d'un train ou d'un véhicule ferroviaire blessé dans une collision avec un véhicule à moteur dans un accident en dehors de la circulation
  - (V81.1) Occupant d'un train ou d'un véhicule ferroviaire blessé dans une collision avec un véhicule à moteur dans un accident de la circulation
  - (V81.2) Occupant d'un train ou d'un véhicule ferroviaire blessé dans une collision avec du matériel roulant ou heurté par celui-ci
  - (V81.3) Occupant d'un train ou d'un véhicule ferroviaire blessé dans une collision avec un autre objet
  - (V81.4) Personne blessée en montant ou en descendant d'un train ou d'un véhicule ferroviaire
  - (V81.5) Occupant d'un train ou d'un véhicule ferroviaire blessé lors d'une chute dans un train ou un véhicule ferroviaire
  - (V81.6) Occupant d'un train ou d'un véhicule ferroviaire blessé lors d'une chute d'un train ou d'un véhicule ferroviaire
  - (V81.7) Occupant d'un train ou d'un véhicule ferroviaire blessé lors d'un déraillement sans collision préalable
  - (V81.8) Occupant d'un train ou d'un véhicule ferroviaire blessé lors d'autres accidents de chemin de fer précisés
  - (V81.9) Occupant d'un train ou d'un véhicule ferroviaire blessé dans un accident de chemin de fer, sans précision

- (V82) Occupant d'un tramway blessé dans un accident de transport
  - (V82.0) Occupant d'un tramway blessé dans une collision avec un véhicule à moteur dans un accident en dehors de la circulation
  - (V82.1) Occupant d'un tramway blessé dans une collision avec un véhicule à moteur dans un accident de la circulation
  - (V82.2) Occupant d'un tramway blessé dans une collision avec du matériel roulant ou heurté par celui-ci
  - (V82.3) Occupant d'un tramway blessé dans une collision avec un autre objet
  - (V82.4) Personne blessée en montant ou en descendant d'un tramway
  - (V82.5) Occupant d'un tramway blessé lors d'une chute dans un tramway
  - (V82.6) Occupant d'un tramway blessé lors d'une chute d'un tramway
  - (V82.7) Occupant d'un tramway blessé lors d'un déraillement sans collision préalable
  - (V82.8) Occupant d'un tramway blessé dans d'autres accidents de transport précisés
  - (V82.9) Occupant d'un tramway blessé dans un accident de la circulation, sans précision

- (V83) Occupant d'un véhicule spécial utilisé essentiellement sur un site industriel, blessé dans un accident de transport
  - (V83.0) Conducteur d'un véhicule spécial utilisé essentiellement sur un site industriel, blessé dans un accident de la circulation
  - (V83.1) Passager d'un véhicule spécial utilisé essentiellement sur un site industriel, blessé dans un accident de la circulation
  - (V83.2) Personne à l'extérieur d'un véhicule spécial utilisé essentiellement sur un site industriel, blessée dans un accident de la circulation
  - (V83.3) Occupant, sans précision, d'un véhicule spécial utilisé essentiellement sur un site industriel, blessé dans un accident de la circulation
  - (V83.4) Personne blessée en montant ou en descendant d'un véhicule spécial utilisé essentiellement sur un site industriel
  - (V83.5) Conducteur d'un véhicule spécial utilisé essentiellement sur un site industriel, blessé dans un accident en dehors de la circulation
  - (V83.6) Passager d'un véhicule spécial utilisé essentiellement sur un site industriel, blessé dans un accident en dehors de la circulation
  - (V83.7) Personne à l'extérieur d'un véhicule spécial utilisé essentiellement sur un site industriel, blessée dans un accident en dehors de la circulation
  - (V83.9) Occupant, sans précision, d'un véhicule spécial utilisé essentiellement sur un site industriel, blessé dans un accident en dehors de la circulation

- (V84) Occupant d'un véhicule spécial utilisé essentiellement pour des travaux agricoles, blessé dans un accident de transport
  - (V84.0) Conducteur d'un véhicule spécial utilisé essentiellement pour des travaux agricoles, blessé dans un accident de la circulation
  - (V84.1) Passager d'un véhicule spécial utilisé essentiellement pour des travaux agricoles, blessé dans un accident de la circulation
  - (V84.2) Personne à l'extérieur d'un véhicule spécial utilisé essentiellement pour des travaux agricoles, blessée dans un accident de la circulation
  - (V84.3) Occupant, sans précision, d'un véhicule spécial utilisé essentiellement pour des travaux agricoles, blessé dans un accident de la circulation
  - (V84.4) Personne blessée en montant ou en descendant d'un véhicule spécial utilisé essentiellement pour des travaux agricoles
  - (V84.5) Conducteur d'un véhicule spécial utilisé essentiellement pour des travaux agricoles, blessé dans un accident en dehors de la circulation
  - (V84.6) Passager d'un véhicule spécial utilisé essentiellement pour des travaux agricoles, blessé dans un accident en dehors de la circulation
  - (V84.7) Personne à l'extérieur d'un véhicule spécial utilisé essentiellement pour des travaux agricoles, blessée dans un accident en dehors de la circulation
  - (V84.9) Occupant, sans précision, d'un véhicule spécial utilisé essentiellement pour des travaux agricoles, blessé dans un accident en dehors de la circulation

- (V85) Occupant d'un véhicule spécial de construction blessé dans un accident de transport
  - (V85.0) Conducteur d'un véhicule spécial de construction blessé dans un accident de la circulation
  - (V85.1) Passager d'un véhicule spécial de construction blessé dans un accident de la circulation
  - (V85.2) Personne à l'extérieur d'un véhicule spécial de construction blessée dans un accident de la circulation
  - (V85.3) Occupant, sans précision, d'un véhicule spécial de construction blessé dans un accident de la circulation
  - (V85.4) Personne blessée en montant ou en descendant d'un véhicule spécial de construction
  - (V85.5) Conducteur d'un véhicule spécial de construction blessé dans un accident en dehors de la circulation
  - (V85.6) Passager d'un véhicule spécial de construction blessé dans un accident en dehors de la circulation
  - (V85.7) Personne à l'extérieur d'un véhicule spécial de construction blessée dans un accident en dehors de la circulation
  - (V85.9) Occupant, sans précision, d'un véhicule spécial de construction blessé dans un accident en dehors de la circulation

- (V86) Occupant d'un véhicule spécial tout-terrain ou autre véhicule à moteur essentiellement conçu pour être utilisé hors d'une route, blessé dans un accident de transport
  - (V86.0) Conducteur d'un véhicule tout-terrain ou autre véhicule à moteur essentiellement conçu pour être utilisé hors d'une route, blessé dans un accident de la circulation
  - (V86.1) Passager d'un véhicule tout-terrain ou autre véhicule à moteur essentiellement conçu pour être utilisé hors d'une route, blessé dans un accident de la circulation
  - (V86.2) Personne à l'extérieur d'un véhicule tout-terrain ou autre véhicule à moteur essentiellement conçu pour être utilisé hors d'une route, blessée dans un accident de la circulation
  - (V86.3) Occupant, sans précision, d'un véhicule tout-terrain ou autre véhicule à moteur essentiellement conçu pour être utilisé hors d'une route, blessé dans un accident de la circulation
  - (V86.4) Personne blessée en montant ou en descendant d'un véhicule tout-terrain ou autre véhicule à moteur essentiellement conçu pour être utilisé hors d'une route
  - (V86.5) Conducteur d'un véhicule tout-terrain ou autre véhicule à moteur essentiellement conçu pour être utilisé hors d'une route, blessé dans un accident en dehors de la circulation
  - (V86.6) Passager d'un véhicule tout-terrain ou autre véhicule à moteur essentiellement conçu pour être utilisé hors d'une route, blessé dans un accident en dehors de la circulation
  - (V86.7) Personne à l'extérieur d'un véhicule tout-terrain ou autre véhicule à moteur essentiellement conçu pour être utilisé hors d'une route, blessée dans un accident en dehors de la circulation
  - (V86.9) Occupant, sans précision, d'un véhicule tout-terrain ou autre véhicule à moteur essentiellement conçu pour être utilisé hors d'une route, blessé dans un accident en dehors de la circulation

- (V87) Accident de la circulation d'un type précisé, sans que soit connu le mode de transport de la victime
  - (V87.0) Personne blessée dans une collision entre une automobile et un véhicule à moteur à deux ou trois roues (dans la circulation)
  - (V87.1) Personne blessée dans une collision entre un autre véhicule à moteur et un véhicule à moteur à deux ou trois roues (dans la circulation)
  - (V87.2) Personne blessée dans une collision entre une automobile et une camionnette (dans la circulation)
  - (V87.3) Personne blessée dans une collision entre une automobile et un autobus (dans la circulation)
  - (V87.4) Personne blessée dans une collision entre une automobile et un véhicule lourd (dans la circulation)
  - (V87.5) Personne blessée dans une collision entre un véhicule lourd et un autobus (dans la circulation)
  - (V87.6) Personne blessée dans une collision entre un train ou un véhicule ferroviaire et une automobile (dans la circulation)
  - (V87.7) Personne blessée dans une collision entre d'autres véhicules à moteur précisés (dans la circulation)
  - (V87.8) Personne blessée dans d'autres accidents de transport précisés, sans collision, impliquant un véhicule à moteur (dans la circulation)
  - (V87.9) Personne blessée dans d'autres accidents de transport précisés (avec collision) (sans collision) impliquant un véhicule sans moteur (dans la circulation)

- (V88) Accident en dehors de la circulation d'un type précisé, sans que soit connu le mode de transport de la victime
  - (V88.0) Personne blessée dans une collision entre une automobile et un véhicule à moteur à deux ou trois roues, en dehors de la circulation
  - (V88.1) Personne blessée dans une collision entre un autre véhicule à moteur et un véhicule à moteur à deux ou trois roues, en dehors de la circulation
  - (V88.2) Personne blessée dans une collision entre une automobile et une camionnette, en dehors de la circulation
  - (V88.3) Personne blessée dans une collision entre une automobile et un autobus, en dehors de la circulation
  - (V88.4) Personne blessée dans une collision entre une automobile et un véhicule lourd, en dehors de la circulation
  - (V88.5) Personne blessée dans une collision entre un véhicule lourd et un autobus, en dehors de la circulation
  - (V88.6) Personne blessée dans une collision entre un train ou un véhicule ferroviaire et une automobile, en dehors de la circulation
  - (V88.7) Personne blessée dans une collision entre d'autres véhicules à moteur précisés, en dehors de la circulation
  - (V88.8) Personne blessée dans d'autres accidents de transport précisés, sans collision, impliquant un véhicule à moteur, en dehors de la circulation
  - (V88.9) Personne blessée dans d'autres accidents de transport précisés (avec collision) (sans collision) impliquant un véhicule sans moteur, en dehors de la circulation

- (V89) Accident avec un véhicule avec ou sans moteur, type de véhicule non précisé
  - (V89.0) Personne blessée dans un accident avec un véhicule à moteur, sans précision, en dehors de la circulation
  - (V89.1) Personne blessée dans un accident avec un véhicule sans moteur, sans précision, en dehors de la circulation
  - (V89.2) Personne blessée dans un accident de la circulation avec un véhicule à moteur, sans précision
  - (V89.3) Personne blessée dans un accident de la circulation avec un véhicule sans moteur, sans précision
  - (V89.9) Personne blessée dans un accident avec un véhicule, sans précision

#### V90-V94 Accidents de transport par eau
'Remarques :

.0	Navire marchand

.1	Navire à passagers (Ferry, Paquebot)

.2	Bateau de pêche

.3	Autres embarcations à moteur (Aéroglisseur, Scooter des mers)

.4	Bateau à voiles (Yacht)

.5	Canoë ou kayak

.6	Canot pneumatique (sans moteur)

.7	Ski nautique

.8	Autres embarcations sans moteur (Planche de surf, Planche à voile)

.9	Embarcation non précisée (Bateau, Embarcation, Navire)
- (V90) Accident de bateau entraînant la noyade et la submersion

- (V91) Accident de bateau provoquant d'autres lésions traumatiques

- (V92) Noyade et submersion durant un transport par eau, sans accident de bateau

- (V93) Accident à bord d'un bateau, sans accident du bateau, ne causant ni noyade ni submersion

- (V94) Accidents de transport par eau, autres et sans précision

#### V95-V97 Accidents de transport aérien et de vol spatial
- (V95) Accident d'aéronef à moteur dans lequel un occupant est blessé
  - (V95.0) Accident d'hélicoptère blessant un occupant
  - (V95.1) Accident de planeur à moteur, ultra léger motorisé (ULM) blessant un occupant
  - (V95.2) Accident d'autres aéronefs privés à voilure fixe blessant un occupant
  - (V95.3) Accident d'aéronef commercial à voilure fixe blessant un occupant
  - (V95.4) Accident de vaisseau spatial blessant un occupant
  - (V95.8) Autres accidents d'aéronef blessant un occupant
  - (V95.9) Accident d'aéronef, sans précision, blessant un occupant

- (V96) Accident d'aéronef sans moteur dans lequel un occupant est blessé
  - (V96.0) Accident de ballon blessant un occupant
  - (V96.1) Accident de deltaplane blessant un occupant
  - (V96.2) Accident de planeur (sans moteur) blessant un occupant
  - (V96.8) Autres accidents d'aéronef sans moteur blessant un occupant
  - (V96.9) Accident d'aéronef sans moteur, sans précision, blessant un occupant

- (V97) Autres accidents de transport aérien précisés
  - (V97.0) Occupant d'un aéronef blessé dans d'autres accidents de transport aérien précisés
  - (V97.1) Personne blessée en montant ou descendant de l'aéronef
  - (V97.2) Parachutiste blessé dans un accident de transport aérien
  - (V97.3) Personne au sol blessée dans un accident de transport aérien
  - (V97.8) Autres accidents de transport aérien, non classés ailleurs

#### V98-V99 Accidents de transport, autres et sans précision
- (V98) Autres accidents de transport précisés

- (V99) Accident de transport, sans précision

### W00-X59 Autres causes externes de lésion traumatique accidentelle

#### W00-W19 Chutes
- (W00) Chute de plain-pied due à la glace et la neige

- (W01) Chute de plain-pied résultant de glissade, faux-pas et trébuchement

- (W02) Chute impliquant des patins à glace, des skis, des patins à roulettes ou une planche à roulettes

- (W03) Autre chute de plain-pied due à une collision avec, ou une poussée par un tiers

- (W04) Chute, en étant porté ou soutenu par des tiers

- (W05) Chute d'un fauteuil roulant

- (W06) Chute d'un lit

- (W07) Chute d'une chaise

- (W08) Chute d'un autre meuble

- (W09) Chute du haut d'agrès équipant un terrain de jeux

- (W10) Chute dans et d'un escalier et de marches

- (W11) Chute sur ou d'une échelle

- (W12) Chute sur ou d'un échafaudage

- (W13) Chute du haut d'un bâtiment ou d'un autre ouvrage

- (W14) Chute du haut d'un arbre

- (W15) Chute d'une falaise

- (W16) Plongée ou saut dans l'eau provoquant une lésion traumatique autre que noyade ou submersion

- (W17) Autre chute d'un niveau à un autre

- (W18) Autre chute de plain-pied

- (W19) Chute, sans précision

#### W20-W49 Exposition à des forces mécaniques
- (W20) Heurt causé par le lancement ou la chute d'un objet

- (W21) Heurt contre ou par du matériel de sport

- (W22) Heurt contre ou par d'autres objets

- (W23) Compression, écrasement ou blocage dans des objets ou entre des objets

- (W24) Contact avec des dispositifs de levage et de transmission, non classés ailleurs

- (W25) Contact avec du verre tranchant

- (W26) Contact avec un couteau, une épée ou un poignard

- (W27) Contact avec un outil à main non électrique

- (W28) Contact avec tondeuse à gazon à moteur

- (W29) Contact avec d'autres outils manuels électriques et appareils électro-ménagers

- (W30) Contact avec du matériel agricole

- (W31) Contact avec des appareils, autres et sans précision

- (W32) Décharge d'arme de poing

- (W33) Décharge de fusil, de carabine et d'arme de plus grande taille

- (W34) Décharge d'armes, autres et sans précision

- (W35) Explosion et éclatement d'une chaudière

- (W36) Explosion et éclatement d'une bouteille de gaz

- (W37) Explosion et éclatement de pneumatique ou de tuyau sous pression

- (W38) Explosion et éclatement d'autres appareils précisés sous pression

- (W39) Projections de feu d'artifice

- (W40) Explosion d'autres matériaux

- (W41) Exposition à un jet à haute pression

- (W42) Exposition au bruit

- (W43) Exposition aux vibrations

- (W44) Corps étranger pénétrant dans l'œil ou un orifice naturel

- (W45) Corps étranger ou objet pénétrant dans la peau

- (W46) Contact avec aiguille à usage médical [aiguille hypodermique]

- (W49) Exposition à des forces mécaniques, autres et sans précision

#### W50-W64 Exposition à des forces animées
- (W50) Coup, torsion, morsure ou écorchure infligés par un tiers

- (W51) Collision entre deux personnes

- (W52) Ecrasement, poussée ou piétinement par une foule humaine

- (W53) Morsure de rat

- (W54) Morsure ou coup donné par un chien

- (W55) Morsure ou coup donné par d'autres mammifères

- (W56) Contact avec un animal marin

- (W57) Morsure ou piqûre non venimeuse d'insectes et autres arthropodes

- (W58) Morsure ou coup donné par un crocodile ou un alligator

- (W59) Morsure ou écrasement par d'autres reptiles

- (W60) Contact avec des épines de plantes et des feuilles acérées

- (W64) Exposition à des forces animées, autres et sans précision

#### W65-W74 Noyade et submersion accidentelles
- (W65) Noyade et submersion dans une baignoire

- (W66) Noyade et submersion consécutives à une chute dans une baignoire

- (W67) Noyade et submersion dans une piscine

- (W68) Noyade et submersion consécutives à une chute dans une piscine

- (W69) Noyade et submersion dans des eaux naturelles

- (W70) Noyade et submersion consécutives à une chute dans des eaux naturelles

- (W73) Autres formes de noyade et submersion précisées

- (W74) Noyade et submersion, sans précision

#### W75-W84 Autres accidents affectant la respiration
- (W75) Suffocation et strangulation accidentelles dans un lit

- (W76) Autre pendaison et strangulation accidentelles

- (W77) Danger pour la respiration dû à un affaissement du sol, une coulée de terre et d'autres substances

- (W78) Inhalation du contenu de l'estomac

- (W79) Inhalation et ingestion d'aliments provoquant une obstruction des voies respiratoires

- (W80) Inhalation et ingestion d'autres objets provoquant une obstruction des voies respiratoires

- (W81) Confinement ou emprisonnement dans un environnement pauvre en oxygène

- (W83) Autres dangers pour la respiration

- (W84) Danger pour la respiration, sans précision

#### W85-W99 Exposition au courant électrique, aux rayonnements et à des températures et pressions extrêmes de l'air ambiant
- (W85) Exposition aux lignes électriques

- (W86) Exposition à d'autres formes précisées de courant électrique

- (W87) Exposition au courant électrique, sans précision

- (W88) Exposition aux rayonnements ionisants

- (W89) Exposition à une source lumineuse artificielle visible et aux ultraviolets

- (W90) Exposition à d'autres rayonnements non ionisants

- (W91) Exposition aux rayonnements, sans précision

- (W92) Exposition à une chaleur artificielle excessive

- (W93) Exposition à un froid artificiel excessif

- (W94) Exposition à une dépression et une hyperpression et à des changements de pression barométriques

- (W99) Exposition à des facteurs propres à un environnement artificiel, autres et sans précision

#### X00-X09 Exposition à la fumée, au feu et aux flammes
- (X01) Exposition à un feu non maîtrisé, hors d'un bâtiment ou d'un ouvrage

- (X02) Exposition à un feu maîtrisé, dans un bâtiment ou un ouvrage

- (X03) Exposition à un feu maîtrisé, hors d'un bâtiment ou d'un ouvrage

- (X04) Exposition à l'inflammation d'une substance très inflammable

- (X05) Exposition à l'inflammation ou la fonte de vêtements de nuit

- (X06) Exposition à l'inflammation ou la fonte d'autres vêtements et parures

- (X08) Exposition à d'autres fumées, feux et flammes précisés

- (X09) Exposition à la fumée, au feu et aux flammes, sans précision

#### X10-X19 Contact avec une source de chaleur et des substances brûlantes
- (X10) Contact avec des boissons, aliments, graisses comestibles et huiles de cuisson brûlants

- (X11) Contact avec de l'eau bouillante provenant d'un robinet

- (X12) Contact avec d'autres liquides brûlants

- (X13) Contact avec de la vapeur d'eau et des vapeurs brûlantes

- (X14) Contact avec de l'air et des gaz brûlants

- (X15) Contact avec des appareils ménagers brûlants

- (X16) Contact avec des appareils de chauffage, radiateurs et tuyaux brûlants

- (X17) Contact avec des moteurs, des machines et des outils brûlants

- (X18) Contact avec d'autres métaux chauffés

- (X19) Contact avec des sources de chaleur et des substances brûlantes, autres et sans précision

#### X20-X29 Contact avec des animaux venimeux et des plantes vénéneuses
- (X20) Contact avec des serpents et des lézards venimeux

- (X21) Contact avec des araignées venimeuses

- (X22) Contact avec des scorpions

- (X23) Contact avec des frelons, guêpes et abeilles

- (X24) Contact avec des centipodes et myriapodes venimeux (tropicaux)

- (X25) Contact avec d'autres arthropodes venimeux

- (X26) Contact avec des animaux venimeux marins et des plantes vénéneuses marines

- (X27) Contact avec d'autres animaux venimeux précisés

- (X28) Contact avec d'autres plantes vénéneuses précisées

- (X29) Contact avec un animal venimeux ou une plante vénéneuse, sans précision

#### X30-X39 Exposition aux forces de la nature
- (X30) Exposition à une chaleur naturelle excessive

- (X31) Exposition à un froid naturel excessif

- (X32) Exposition à la lumière solaire

- (X33) Foudre

- (X34) Tremblement de terre

- (X35) Eruption volcanique

- (X36) Avalanche, glissement de terrain et autres mouvements telluriques

- (X37) Tempête cataclysmique

- (X38) Inondation

- (X39) Exposition à des forces de la nature, autres et sans précision

#### X40-X49 Intoxication accidentelle par des substances nocives et exposition à ces substances
- (X40) Intoxication accidentelle par des analgésiques, antipyrétiques et antirhumatismaux, non opiacés et exposition à ces produits

- (X41) Intoxication accidentelle par des anti-épileptiques, sédatifs, hypnotiques, antiparkinsoniens et psychotropes et exposition à ces produits, non classés ailleurs

- (X42) Intoxication accidentelle par des narcotiques et psychodysleptiques [hallucinogènes] et exposition à ces produits, non classés ailleurs

- (X43) Intoxication accidentelle par d'autres substances pharmacologiques agissant sur le système nerveux autonome et exposition à ces substances

- (X44) Intoxication accidentelle par, et exposition à médicaments et substances biologiques, autres et sans précision

- (X45) Intoxication accidentelle par l'alcool et exposition à l'alcool

- (X46) Intoxication accidentelle par des solvants organiques et des hydrocarbures halogénés et leurs émanations et exposition à ces produits

- (X47) Intoxication accidentelle par d'autres gaz et émanations et exposition à ces produits

- (X48) Intoxication accidentelle par des pesticides et exposition à ces produits

- (X49) Intoxication accidentelle par des produits chimiques et substances nocives et exposition à ces produits, autres et sans précision

#### X50-X57 Surmenage, voyages et privations
- (X50) Surmenage et mouvements épuisants ou répétés

- (X51) Voyage et mouvement

- (X52) Séjour prolongé en apesanteur

- (X53) Privation d'aliments

- (X54) Privation d'eau

- (X57) Privation, sans précision

#### X58-X59 Exposition accidentelle à des facteurs, autres et sans précision
- (X58) Exposition à d'autres facteurs précisés

- (X59) Exposition à des facteurs, sans précision
  - (X59.0) Exposition à des facteurs non précisés responsables de fracture
  - (X59.9) Exposition à des facteurs non précisés responsables de lésions autres et non précisées

- (X59) Exposition à des facteurs, sans précision

## X60-X84 Lésions auto-infligées
- (X60) Auto-intoxication par des analgésiques, antipyrétiques et antirhumatismaux non opiacés et exposition à ces produits

- (X61) Auto-intoxication par des anti-épileptiques, sédatifs, hypnotiques, antiparkinsoniens et psychotropes et exposition à ces produits, non classés ailleurs

- (X62) Auto-intoxication par des narcotiques et psychodysleptiques [hallucinogènes] et exposition à ces produits, non classés ailleurs

- (X63) Auto-intoxication par d'autres substances pharmacologiques agissant sur le système nerveux autonome et exposition à ces produits

- (X64) Auto-intoxication par des médicaments et substances biologiques et exposition à ces produits, autres et sans précision

- (X65) Auto-intoxication par l'alcool et exposition à l'alcool

- (X66) Auto-intoxication par des solvants organiques et des hydrocarbures halogénés et leurs émanations et exposition à ces produits

- (X67) Auto-intoxication par d'autres gaz et émanations et exposition à ces produits

- (X68) Auto-intoxication par des pesticides et exposition à ces produits

- (X69) Auto-intoxication par des produits chimiques et substances nocives et exposition à ces produits, autres et sans précision

- (X70) Lésion auto-infligée par pendaison, strangulation et suffocation

- (X71) Lésion auto-infligée par noyade et submersion

- (X72) Lésion auto-infligée par décharge d'une arme de poing

- (X73) Lésion auto-infligée par décharge de fusil, de carabine et d'arme de plus grande taille

- (X74) Lésion auto-infligée par décharge d'armes à feu, autres et sans précision

- (X75) Lésion auto-infligée par utilisation de matériel explosif

- (X76) Lésion auto-infligée par exposition à la fumée, au feu et aux flammes

- (X77) Lésion auto-infligée par exposition à la vapeur d'eau, à des gaz et objets brûlants

- (X78) Lésion auto-infligée par utilisation d'objet tranchant

- (X79) Lésion auto-infligée par utilisation d'objet contondant

- (X80) Lésion auto-infligée par saut dans le vide

- (X81) Lésion auto-infligée en sautant ou en se couchant devant un objet en mouvement

- (X82) Lésion auto-infligée par collision d'un véhicule à moteur

- (X83) Lésion auto-infligée par d'autres moyens précisés

- (X84) Lésion auto-infligée par un moyen non précisé

## X85-Y09 Agressions
- (X85) Agression par médicaments et substances biologiques

- (X86) Agression par une substance corrosive

- (X87) Agression par des pesticides

- (X88) Agression par des gaz et émanations

- (X89) Agression par d'autres produits chimiques et nocifs précisés

- (X90) Agression par un produit chimique ou nocif, sans précision

- (X91) Agression par pendaison, strangulation et suffocation

- (X92) Agression par noyade et submersion

- (X93) Agression par arme de poing

- (X94) Agression par fusil, carabine et arme de plus grande taille

- (X95) Agression par des armes à feu, autres et sans précision

- (X96) Agression par matériel explosif

- (X97) Agression par la fumée, le feu et les flammes

- (X98) Agression par la vapeur d'eau, des gaz et objets brûlants

- (X99) Agression par objet tranchant

- (Y00) Agression par objet contondant

- (Y01) Agression par précipitation dans le vide

- (Y02) Agression en poussant ou plaçant la victime devant un objet en mouvement

- (Y03) Agression en provoquant une collision de véhicule à moteur

- (Y04) Agression par la force physique

- (Y05) Agression sexuelle par la force physique

- (Y06) Délaissement et abandon
  - (Y06.0) Par le conjoint ou le partenaire
  - (Y06.1) Par un(e) parent(e)
  - (Y06.2) Par une relation ou un(e) ami(e)
  - (Y06.8) Par d'autres personnes précisées
  - (Y06.9) Par une personne non précisée

- (Y07) Autres mauvais traitements
  - (Y07.0) Par le conjoint ou le partenaire
  - (Y07.1) Par un(e) parent(e)
  - (Y07.2) Par une relation ou un(e) ami(e)
  - (Y07.3) Par des autorités officielles
  - (Y07.8) Par d'autres personnes précisées
  - (Y07.9) Par une personne non précisée

- (Y08) Agression par d'autres moyens précisés

- (Y09) Agression par un moyen non précisé

## Y10-Y34 Evénements dont l'intention n'est pas déterminée
- (Y10) Intoxication par des analgésiques, antipyrétiques et antirhumatismaux non opiacés et exposition à ces produits, intention non déterminée

- (Y11) Intoxication par des anti-épileptiques, sédatifs, hypnotiques, antiparkinsoniens et psychotropes et exposition à ces produits, non classés ailleurs, intention non déterminée

- (Y12) Intoxication par des narcotiques et psychodysleptiques [hallucinogènes] et exposition à ces produits, non classés ailleurs, intention non déterminée

- (Y13) Intoxication par d'autres substances pharmacologiques agissant sur le système nerveux autonome et exposition à ces produits, intention non déterminée

- (Y14) Intoxication par des médicaments et substances biologiques, autres et sans précision et exposition à ces produits, intention non déterminée

- (Y15) Intoxication par l'alcool et exposition à l'alcool, intention non déterminée

- (Y16) Intoxication par des solvants organiques et des hydrocarbures halogénés et leurs émanations et exposition à ces produits, intention non déterminée

- (Y17) Intoxication par d'autres gaz et émanations et exposition à ces produits, intention non déterminée

- (Y18) Intoxication par des pesticides et exposition à ces produits, intention non déterminée

- (Y19) Intoxication par des produits chimiques et substances nocives et exposition à ces produits, autres et sans précision, intention non déterminée

- (Y20) Pendaison, strangulation et suffocation, intention non déterminée

- (Y21) Noyade et submersion, intention non déterminée

- (Y22) Décharge d'une arme de poing, intention non déterminée

- (Y23) Décharge de fusil, de carabine et d'arme de plus grande taille, intention non déterminée

- (Y24) Décharge d'armes à feu, autres et sans précision, intention non déterminée

- (Y25) Contact avec matériel explosif, intention non déterminée

- (Y26) Exposition à la fumée, au feu et aux flammes, intention non déterminée

- (Y27) Contact avec de la vapeur d'eau, des gaz et objets brûlants, intention non déterminée

- (Y28) Contact avec objet tranchant, intention non déterminée

- (Y29) Contact avec objet contondant, intention non déterminée

- (Y30) Chute, saut ou précipitation dans le vide, intention non déterminée

- (Y31) Lésion traumatique par un objet en mouvement (la victime étant tombée ou couchée devant l'objet ou entrée en collision avec celui-ci), intention non déterminée

- (Y32) Collision de véhicule à moteur, intention non déterminée

- (Y33) Autres événements précisés, intention non déterminée

- (Y34) Evénement sans précision, intention non déterminée

## Y35-Y36 Intervention de la force publique et faits de guerre
- (Y35) Intervention de la force publique
  - (Y35.0) Intervention de la force publique impliquant l'usage d'armes à feu
  - (Y35.1) Intervention de la force publique impliquant l'usage d'explosifs
  - (Y35.2) Intervention de la force publique impliquant l'usage de gaz
  - (Y35.3) Intervention de la force publique impliquant l'usage d'objets contondants
  - (Y35.4) Intervention de la force publique impliquant l'usage d'objets tranchants
  - (Y35.5) Exécution légale
  - (Y35.6) Intervention de la force publique impliquant d'autres moyens précisés
  - (Y35.7) Intervention de la force publique, moyen non précisé

- (Y36) Faits de guerre
  - (Y36.0) Fait de guerre impliquant l'explosion d'armes navales
  - (Y36.1) Fait de guerre impliquant la destruction d'aéronef
  - (Y36.2) Fait de guerre impliquant d'autres explosions et éclats
  - (Y36.3) Fait de guerre impliquant des incendies, des conflagrations et des produits brûlants
  - (Y36.4) Fait de guerre impliquant le tir d'armes à feu et autres moyens de type classique
  - (Y36.5) Fait de guerre impliquant des armes nucléaires
  - (Y36.6) Fait de guerre impliquant des armes biologiques
  - (Y36.7) Fait de guerre impliquant des armes chimiques et autres moyens non classiques
  - (Y36.8) Fait de guerre survenu après la cessation des hostilités
  - (Y36.9) Fait de guerre, sans précision

## Y40-Y84 Complications de soins médicaux et chirurgicaux

### Y40-Y59 Médicaments et substances biologiques ayant provoqué des effets indésirables au cours de leur usage thérapeutique
- (Y40) Antibiotiques systémiques
  - (Y40.0) Pénicillines
  - (Y40.1) Céphalosporines et autres bêta-lactamines
  - (Y40.2) Groupe du chloramphénicol
  - (Y40.3) Macrolides
  - (Y40.4) Tétracyclines
  - (Y40.5) Aminosides
  - (Y40.6) Rifamycines
  - (Y40.7) Antibiotiques antifongiques systémiques
  - (Y40.8) Autres antibiotiques systémiques
  - (Y40.9) Antibiotique systémique, sans précision

- (Y41) Autres anti-infectieux et antiparasitaires systémiques
  - (Y41.0) Sulfamides
  - (Y41.1) Antimycobactériens
  - (Y41.2) Antipaludiques et médicaments agissant sur d'autres protozoaires du sang
  - (Y41.3) Autres antiprotozoaires
  - (Y41.4) Anthelminthiques
  - (Y41.5) Antiviraux
  - (Y41.8) Autres anti-infectieux et antiparasitaires systémiques précisés
  - (Y41.9) Anti-infectieux et antiparasitaire systémiques, sans précision

- (Y42) Hormones et leurs substituts synthétiques et antagonistes, non classés ailleurs
  - (Y42.0) Glucocorticoïdes et analogues synthétiques
  - (Y42.1) Hormones thyroïdiennes et leurs dérivés
  - (Y42.2) Antithyroïdiens
  - (Y42.3) Insuline et hypoglycémiants oraux [antidiabétiques]
  - (Y42.4) Contraceptifs oraux
  - (Y42.5) Autres œstrogènes et progestatifs
  - (Y42.6) Antigonadotrophines, anti-œstrogènes, anti-androgènes, non classés ailleurs
  - (Y42.7) Androgènes et autres anabolisants
  - (Y42.8) Hormones et leurs substituts synthétiques, autres et sans précision
  - (Y42.9) Antagonistes hormonaux, autres et sans précision

- (Y43) Substances d'action pharmacologique essentiellement systémique
  - (Y43.0) Anti-allergiques et anti-émétiques
  - (Y43.1) Antimétabolites antitumoraux
  - (Y43.2) Produits antitumoraux naturels
  - (Y43.3) Autres médicaments antitumoraux
  - (Y43.4) Agents immunosuppresseurs
  - (Y43.5) Acidifiants et alcalinisants
  - (Y43.6) Enzymes, non classés ailleurs
  - (Y43.8) Autres substances d'action pharmacologique essentiellement systémique, non classées ailleurs
  - (Y43.9) Substance d'action pharmacologique essentiellement systémique, sans précision

- (Y44) Substances agissant essentiellement sur les constituants du sang
  - (Y44.0) Préparations à base de fer et autres préparations prescrites dans les anémies hypochromes
  - (Y44.1) Vitamine B12, acide folique et autres préparations prescrites dans les anémies mégaloblastiques
  - (Y44.2) Anticoagulants
  - (Y44.3) Antagonistes des anticoagulants, vitamine K et autres coagulants
  - (Y44.4) Antithrombotiques [inhibiteurs de l'agrégation plaquettaire]
  - (Y44.5) Thrombolytiques
  - (Y44.6) Sang naturel et produits sanguins
  - (Y44.7) Succédanés du plasma
  - (Y44.9) Substances agissant essentiellement sur les constituants du sang, autres et sans précision

- (Y45) Médicaments analgésiques, antipyrétiques et anti-inflammatoires
  - (Y45.0) Opioïdes et analgésiques apparentés
  - (Y45.1) Salicylés
  - (Y45.2) Dérivés de l'acide propionique
  - (Y45.3) Autres anti-inflammatoires non stéroïdiens [AINS]
  - (Y45.4) Antirhumatismaux
  - (Y45.5) Dérivés du 4-aminophénol
  - (Y45.8) Autres médicaments analgésiques et antipyrétiques
  - (Y45.9) Médicament analgésique, antipyrétique et anti-inflammatoire, sans précision

- (Y46) Anti-épileptiques et antiparkinsoniens
  - (Y46.0) Succinimides
  - (Y46.1) Oxazolidine-diones
  - (Y46.2) Dérivés de l'hydantoïne
  - (Y46.3) Désoxybarbituriques
  - (Y46.4) Iminostilbènes
  - (Y46.5) Acide valproïque
  - (Y46.6) Anti-épileptiques, autres et sans précision
  - (Y46.7) Antiparkinsoniens
  - (Y46.8) Myorelaxants d'action centrale

- (Y47) Sédatifs, hypnotiques et tranquillisants
  - (Y47.0) Barbituriques, non classés ailleurs
  - (Y47.1) Benzodiazépines
  - (Y47.2) Dérivés du chloral
  - (Y47.3) Paraldéhyde
  - (Y47.4) Dérivés du brome
  - (Y47.5) Sédatifs et hypnotiques en association, non classés ailleurs
  - (Y47.8) Autres sédatifs, hypnotiques et tranquillisants
  - (Y47.9) Sédatif, hypnotique et tranquillisant, sans précision

- (Y48) Anesthésiques et gaz thérapeutiques
  - (Y48.0) Anesthésiques inhalés
  - (Y48.1) Anasthésiques par voie parentérale
  - (Y48.2) Anesthésiques généraux, autres et sans précision
  - (Y48.3) Anesthésiques locaux
  - (Y48.4) Anesthésiques, sans précision
  - (Y48.5) Gaz thérapeutiques

- (Y49) Médicaments psychotropes, non classés ailleurs
  - (Y49.0) Antidépresseurs tri- et tétracycliques
  - (Y49.1) Antidépresseurs inhibiteurs de la mono-amine-oxydase
  - (Y49.2) Antidépresseurs, autres et sans précision
  - (Y49.3) Antipsychotiques phénothiaziniques et neuroleptiques
  - (Y49.4) Neuroleptiques à base de butyrophénone et de thioxanthène
  - (Y49.5) Autres antipsychotiques et neuroleptiques
  - (Y49.6) Psychodysleptiques [hallucinogènes]
  - (Y49.7) Psychostimulants pouvant faire l'objet d'un abus
  - (Y49.8) Autres médicaments psychotropes, non classés ailleurs
  - (Y49.9) Médicament psychotrope, sans précision

- (Y50) Stimulants du système nerveux central, non classés ailleurs
  - (Y50.0) Analeptiques
  - (Y50.1) Antagoniste des opioïdes
  - (Y50.2) Méthylxanthines, non classés ailleurs
  - (Y50.8) Autres stimulants du système nerveux central
  - (Y50.9) Stimulant du système nerveux central, sans précision

- (Y51) Médicaments agissant essentiellement sur le système nerveux autonome
  - (Y51.0) Anticholinestérasiques
  - (Y51.1) Autres parasympathomimétiques [cholinergiques]
  - (Y51.2) Ganglioplégiques, non classés ailleurs
  - (Y51.3) Autres parasympatholytiques [anticholinergiques et antimuscariniques] et spasmolytiques, non classés ailleurs
  - (Y51.4) Agents principalement alpha-sympathomimétiques, non classés ailleurs
  - (Y51.5) Agents principalement bêta-sympathomimétiques, non classés ailleurs
  - (Y51.6) Alpha-bloquants, non classés ailleurs
  - (Y51.7) Bêta-bloquants, non classés ailleurs
  - (Y51.8) Agents bloquants neuronaux adrénergiques et d'action centrale, non classés ailleurs
  - (Y51.9) Médicaments agissant essentiellement sur le système nerveux autonome, autres et sans précision

- (Y52) Substances agissant essentiellement sur le système cardio-vasculaire
  - (Y52.0) Glucosides cardiotoniques et médicaments d'action similaire
  - (Y52.1) Inhibiteurs calciques
  - (Y52.2) Autres antiarythmisants, non classés ailleurs
  - (Y52.3) Vasodilatateurs coronariens, non classés ailleurs
  - (Y52.4) Inhibiteurs de l'enzyme de conversion
  - (Y52.5) Autres antihypertenseurs, non classés ailleurs
  - (Y52.6) Antihyperlipidémiants et antiartériosclérosants
  - (Y52.7) Vasodilatateurs périphériques
  - (Y52.8) Substances antivariqueuses, y compris les agents sclérosants
  - (Y52.9) Substances agissant essentiellement sur le système cardio-vasculaire, autres et sans précision

- (Y53) Substances agissant essentiellement sur le tractus gastro-intestinal
  - (Y53.0) Inhibiteur des récepteurs histaminique H2
  - (Y53.1) Autres antiacides et antisécrétoires gastriques
  - (Y53.2) Laxatifs stimulants
  - (Y53.3) Laxatifs salins et osmotiques
  - (Y53.4) Autres laxatifs
  - (Y53.5) Médicaments facilitant la digestion
  - (Y53.6) Antidiarrhéiques
  - (Y53.7) Emétiques
  - (Y53.8) Autres substances agissant essentiellement sur le tractus gastro-intestinal
  - (Y53.9) Substance agissant essentiellement sur le tractus gastro-intestinal, sans précision

- (Y54) Médicaments agissant essentiellement sur le métabolisme de l'eau, des sels minéraux et de l'acide urique
  - (Y54.0) Minéralocorticoïdes
  - (Y54.1) Antagonistes des minéralocorticoïdes [antagonistes de l'aldostérone]
  - (Y54.2) Inhibiteurs de l'anhydrase carbonique
  - (Y54.3) Dérivés de la benzothiadiazine
  - (Y54.4) Diurétiques de l'anse
  - (Y54.5) Autres diurétiques
  - (Y54.6) Produits agissant sur l'équilibre électrolytique, calorique et hydrique
  - (Y54.7) Médicaments agissant sur le métabolisme du calcium
  - (Y54.8) Médicaments agissant sur le métabolisme de l'acide urique
  - (Y54.9) Sels minéraux, non classés ailleurs

- (Y55) Substances agissant essentiellement sur les muscles lisses et striés et l'appareil respiratoire
  - (Y55.0) Ocytociques
  - (Y55.1) Myorelaxants
  - (Y55.2) Médicaments agissant essentiellement sur les muscles, autres et sans précision
  - (Y55.3) Antitussifs
  - (Y55.4) Expectorants
  - (Y55.5) Médicaments contre le coryza [rhume banal]
  - (Y55.6) Antiasthmatiques, non classés ailleurs
  - (Y55.7) Substances agissant essentiellement sur l'appareil respiratoire, autres et sans précision

- (Y56) Substances à usage topique agissant essentiellement sur la peau et les muqueuses, médicaments à usage ophtalmologique, oto-rhino-laryngologique et dentaire
  - (Y56.0) Médicaments antifongiques, anti-infectieux et anti-inflammatoires pour application locale, non classés ailleurs
  - (Y56.1) Antiprurigineux
  - (Y56.2) Astringents et détergents locaux
  - (Y56.3) Emollients, adoucissants et protecteurs
  - (Y56.4) Kératolytiques, kératoplastiques et autres médicaments et préparations capillaires
  - (Y56.5) Médicaments et préparations ophtalmologiques
  - (Y56.6) Médicaments et préparations utilisés en oto-rhino-laryngologie
  - (Y56.7) Médicaments dentaires pour application locale
  - (Y56.8) Autres topiques agissant essentiellement sur la peau et les muqueuses
  - (Y56.9) Topique agissant essentiellement sur la peau et les muqueuses, sans précision

- (Y57) Substances médicamenteuses, autres et sans précision
  - (Y57.0) Dépresseurs de l'appétit [anorexigènes]
  - (Y57.1) Lipotropes
  - (Y57.2) Antidotes et chélateurs, non classés ailleurs
  - (Y57.3) Produits de désintoxication alcoolique
  - (Y57.4) Excipients pharmaceutiques
  - (Y57.5) Produit de contraste utilisé en radiologie
  - (Y57.6) Autres agents de diagnostic
  - (Y57.7) Vitamines, non classées ailleurs
  - (Y57.8) Autres substances et médicaments
  - (Y57.9) Substance et médicament, sans précision

- (Y58) Vaccins bactériens
  - (Y58.0) BCG
  - (Y58.1) Antityphoïdique et paratyphoïdique
  - (Y58.2) Anticholérique
  - (Y58.3) Antipesteux
  - (Y58.4) Antitétanique
  - (Y58.5) Antidiphtérique
  - (Y58.6) Anticoquelucheux, y compris en association
  - (Y58.8) Vaccins bactériens mixtes, sauf ceux qui contiennent du vaccin anticoquelucheux
  - (Y58.9) Vaccins bactériens, autres et sans précision

- (Y59) Vaccins et substances biologiques, autres et sans précision
  - (Y59.0) Vaccins antiviraux
  - (Y59.1) Vaccins antirickettsies
  - (Y59.2) Vaccins antiprotozoaires
  - (Y59.3) Immunoglobulines
  - (Y59.8) Autres vaccins et substances biologiques précisés
  - (Y59.9) Vaccin ou substance biologique, sans précision

### Y60-Y69 Accidents et complications au cours d'actes médicaux et chirurgicaux
- (Y60) Coupure, piqûre, perforation ou hémorragie accidentelles au cours d'actes médicaux et chirurgicaux
  - (Y60.0) Au cours d'une intervention chirurgicale
  - (Y60.1) Au cours d'une perfusion ou transfusion
  - (Y60.2) Au cours d'une dialyse rénale ou autre perfusion
  - (Y60.3) Au cours d'une injection ou vaccination
  - (Y60.4) Au cours d'une endoscopie
  - (Y60.5) Au cours d'un cathétérisme cardiaque
  - (Y60.6) Au cours d'une aspiration, d'une ponction et d'un autre cathétérisme
  - (Y60.7) Au cours de l'administration d'un lavement
  - (Y60.8) Au cours d'un autre acte médical et chirurgical
  - (Y60.9) Au cours d'un acte médical et chirurgical, sans précision

- (Y61) Corps étranger accidentellement laissé dans l'organisme au cours d'actes médicaux et chirurgicaux
  - (Y61.0) Au cours d'une intervention chirurgicale
  - (Y61.1) Au cours d'une perfusion ou transfusion
  - (Y61.2) Au cours d'une dialyse rénale ou autre perfusion
  - (Y61.3) Au cours d'une injection ou vaccination
  - (Y61.4) Au cours d'une endoscopie
  - (Y61.5) Au cours d'un cathétérisme cardiaque
  - (Y61.6) Au cours d'une aspiration, d'une ponction et d'un autre cathétérisme
  - (Y61.7) Au cours de l'extraction d'un cathéter ou d'un tamponnement
  - (Y61.8) Au cours d'autres actes médicaux et chirurgicaux
  - (Y61.9) Au cours d'un acte médical et chirurgical, sans précision

- (Y62) Asepsie insuffisante au cours d'actes médicaux et chirurgicaux
  - (Y62.0) Au cours d'une intervention chirurgicale
  - (Y62.1) Au cours d'une perfusion ou transfusion
  - (Y62.2) Au cours d'une dialyse rénale ou autre perfusion
  - (Y62.3) Au cours d'une injection ou vaccination
  - (Y62.4) Au cours d'une endoscopie
  - (Y62.5) Au cours d'un cathétérisme cardiaque
  - (Y62.6) Au cours d'une aspiration, d'une ponction et d'un autre cathétérisme
  - (Y62.8) Au cours d'autres actes médicaux et chirurgicaux
  - (Y62.9) Au cours d'un acte médical et chirurgical, sans précision

- (Y63) Erreur de dosage au cours d'actes médicaux et chirurgicaux
  - (Y63.0) Administration en quantité excessive de sang ou d'un autre liquide au cours d'une transfusion ou perfusion
  - (Y63.1) Erreur de dilution au cours d'une perfusion
  - (Y63.2) Dose excessive administrée en radiothérapie
  - (Y63.3) Irradiation par inadvertance d'un malade au cours d'un acte médical
  - (Y63.4) Erreur de dosage au cours de sismothérapie ou d'insulinothérapie
  - (Y63.5) Température inadéquate au cours d'application locale ou de tamponnement
  - (Y63.6) Non-administration d'un médicament ou d'une substance biologique nécessaire
  - (Y63.8) Erreur de dosage au cours d'autres actes médicaux et chirurgicaux
  - (Y63.9) Erreur de dosage au cours d'un acte médical et chirurgical, sans précision

- (Y64) Substances médicales ou biologiques contaminées
  - (Y64.0) Transfusion ou perfusion d'une substance médicale ou biologique contaminée
  - (Y64.1) Injection ou vaccination avec une substance médicale ou biologique contaminée
  - (Y64.8) Administration par d'autres moyens d'une substance médicale ou biologique contaminée
  - (Y64.9) Administration par des moyens non précisés d'une substance médicale ou biologique contaminée

- (Y65) Autres accidents et complications au cours d'actes médicaux et chirurgicaux
  - (Y65.0) Incompatibilité sanguine au cours d'une transfusion
  - (Y65.1) Erreur de liquide utilisé lors d'une perfusion
  - (Y65.2) Lâchage de suture ou de ligature au cours d'une intervention chirurgicale
  - (Y65.3) Malposition de canule endotrachéale au cours d'une intubation durant une anesthésie
  - (Y65.4) Echec à l'introduction ou à l'extraction d'autres canules ou instruments
  - (Y65.5) Exécution d'une intervention non appropriée
  - (Y65.8) Autres accidents et complications précisés au cours d'actes médicaux et chirurgicaux

- (Y66) Non-administration de soins médicaux et chirurgicaux

- (Y69) Accident et complication au cours d'un acte médical et chirurgical, sans précision

### Y70-Y82 Appareils médicaux associés à des accidents au cours d'actes diagnostiques et thérapeutiques
Remarques :

.0	Appareil pour diagnostic et monitorage

.1	Appareil pour traitement (non chirurgical) et rééducation

.2	Prothèse et autres implants, matériel et accessoires

.3	Instruments, matériaux et appareils chirurgicaux (y compris les sutures)

.8	Appareils divers, non classés ailleurs
- (Y70) Appareils d'anesthésiologie, associés à des accidents

- (Y71) Appareils cardio-vasculaires, associés à des accidents

- (Y72) Appareils oto-rhino-laryngologiques, associés à des accidents

- (Y73) Appareils utilisés en gastro-entérologie et en urologie, associés à des accidents

- (Y74) Appareillage hospitalier et d'usage personnel, associé à des accidents

- (Y75) Appareils utilisés en neurologie, associés à des accidents

- (Y76) Appareils utilisés en obstétrique et en gynécologie, associés à des accidents

- (Y77) Appareils utilisés en ophtalmologie, associés à des accidents

- (Y78) Appareils utilisés en radiologie, associés à des accidents

- (Y79) Appareils orthopédiques, associés à des accidents

- (Y80) Appareils de médecine physique, associés à des accidents

- (Y81) Appareils utilisés en chirurgie générale et esthétique, associés à des accidents

- (Y82) Appareils associés à des accidents, autres et sans précision

### Y83-Y84 Actes chirurgicaux et autres actes médicaux à l'origine de réactions anormales du patient ou de complications ultérieures, sans mention d'accident au cours de l'intervention
- (Y83) Opération et autre acte chirurgical à l'origine de réactions anormales du patient ou de complications ultérieures, sans mention d'accident au cours de l'intervention
  - (Y83.0) Intervention chirurgicale avec transplantation d'un organe entier
  - (Y83.1) Intervention chirurgicale avec implantation d'une prothèse interne
  - (Y83.2) Intervention chirurgicale avec anastomose, pontage ou greffe
  - (Y83.3) Intervention chirurgicale avec abouchement externe
  - (Y83.4) Autres interventions chirurgicales réparatrices
  - (Y83.5) Amputation de membre(s)
  - (Y83.6) Ablation d'un autre organe (partielle) (totale)
  - (Y83.8) Autres interventions chirurgicales
  - (Y83.9) Intervention chirurgicale, sans précision

- (Y84) Autres actes médicaux à l'origine de réactions anormales du patient ou de complications ultérieures, sans mention d'accident au cours de l'intervention
  - (Y84.0) Cathétérisme cardiaque
  - (Y84.1) Dialyse rénale
  - (Y84.2) Acte radiologique et radiothérapie
  - (Y84.3) Choc thérapeutique
  - (Y84.4) Aspiration d'un liquide
  - (Y84.5) Mise en place d'une sonde gastrique ou duodénale
  - (Y84.6) Sondage urinaire
  - (Y84.7) Prélèvement de sang
  - (Y84.8) Autres actes médicaux
  - (Y84.9) Acte médical, sans précision

## Y85-Y89 Séquelles de causes externes de morbidité et de mortalité
- (Y85) Séquelles d'un accident de transport
  - (Y85.0) Séquelles d'un accident de véhicule à moteur
  - (Y85.9) Séquelles d'accidents de transport, autres et sans précision

- (Y86) Séquelles d'autres accidents

- (Y87) Séquelles d'une lésion auto-infligée, d'une agression ou d'un événement, d'intention non déterminée
  - (Y87.0) Séquelles d'une lésion auto-infligée
  - (Y87.1) Séquelles d'une agression
  - (Y87.2) Séquelles d'un événement d'intention non déterminée

- (Y88) Actes médicaux et chirurgicaux considérés comme cause externe de séquelles
  - (Y88.0) Séquelles de l'administration de médicaments et de substances biologiques ayant provoqué des effets indésirables au cours de leur usage thérapeutique
  - (Y88.1) Séquelles d'accidents et de complications survenus au cours d'actes médicaux et chirurgicaux
  - (Y88.2) Séquelles d'appareils médicaux associés à des accidents au cours d'actes diagnostiques et thérapeutiques
  - (Y88.3) Séquelles d'actes médicaux et chirurgicaux à l'origine de réactions anormales du patient ou de complication ultérieure, sans mention d'accident au cours de l'intervention

- (Y89) Séquelles d'autres causes externes
  - (Y89.0) Séquelles de l'intervention de la force publique
  - (Y89.1) Séquelles de faits de guerre
  - (Y89.9) Séquelles de cause externe, sans précision

## Y90-Y98 Facteurs supplémentaires se rapportant aux causes de morbidité et de mortalité classées ailleurs
- (Y90) Preuves du rôle de l'alcool confirmé par l'alcoolémie
  - (Y90.0) Alcoolémie inférieure à 20 mg/100 ml
  - (Y90.1) Alcoolémie de 20 à moins de 40 mg/100 ml
  - (Y90.2) Alcoolémie de 40 à moins de 60 mg/100 ml
  - (Y90.3) Alcoolémie de 60 à moins de 80 mg/100 ml
  - (Y90.4) Alcoolémie de 80 à moins de 100 mg/100 ml
  - (Y90.5) Alcoolémie de 100 à moins de 120 mg/100 ml
  - (Y90.6) Alcoolémie de 120 à moins de 200 mg/100 ml
  - (Y90.7) Alcoolémie de 200 à moins de 240 mg/100 ml
  - (Y90.8) Alcoolémie égale ou supérieure à 240 mg/100 ml
  - (Y90.9) Présence d'alcool dans le sang, sans précision de taux

- (Y91) Preuves du rôle de l'alcool confirmé par le degré d'intoxication
  - (Y91.0) Intoxication alcoolique légère
  - (Y91.1) Intoxication alcoolique modérée
  - (Y91.2) Intoxication alcoolique sévère
  - (Y91.3) Intoxication alcoolique très sévère
  - (Y91.9) Rôle de l'alcool, sans autre indication

- (Y95) Facteurs nosocomiaux

- (Y96) Facteurs liés aux conditions de travail

- (Y97) Facteurs liés à la pollution de l'environnement

- (Y98) Facteurs liés au mode de vie